# Praestilbia designata
Praestilbia designata är en fjärilsart som beskrevs av Bytinsky-salz 1936. Praestilbia designata ingår i släktet Praestilbia och familjen nattflyn. Inga underarter finns listade i Catalogue of Life.